# Coppa di Polonia 2013-2014 (pallavolo maschile)
La Coppa di Polonia 2013-2014 si è svolta dal 21 settembre 2013 al 16 marzo 2014: al torneo hanno partecipato trentacinque squadre di club polacche e la vittoria finale è andata per la quinta volta allo ZAKSA.

## Squadre partecipanti
- Będzin
- Skra Bełchatów
- Bielsko-Bialskie
- Łuczniczka Bydgoszcz
- AZS Częstochowa
- AZS Cracovia
- Stoczniowiec Gdańsk
- Trefl Gdańsk
- Gorzów Wielkopolski

- Jastrzębski Węgiel
- Jastrzębski Węgiel II
- ZAKSA
- Kęczanin Kęty
- Effector Kielce
- Cuprum Lubin
- AZS Olsztyn
- AZS PWSZ Nysa
- Ostrołęka

- Czarni Radom
- Czarni Rząśnia
- Caro Rzeczyca
- Asseco Resovia
- Sanok
- Siedlce
- SMS Spała
- SMS Spała II
- Ślepsk Suwałki

- Avia Świdnik
- Tychy
- Politechnika Warszawska
- Chełmiec Wałbrzych
- Gwardia Wrocław
- Września
- Camper Wyszków
- Warta Zawiercie

## Regolamento
La competizione prevede sette turni preliminari, tutti disputati in gara unica, dopo dei quali viene disputata la final-eight: al primo turno giocano le squadre provenienti dai campionati inferiori alla seconda serie, al secondo turno entrano in gioco le squadre provenienti dal campionato cadetto, mentre quelle provenienti dalla PlusLiga entrano in gioco solo a partire dal sesto turno.

## Torneo

### Primo turno
| -                                     | Chełmiec Wałbrzych    | 3 - 0 | Bye                 |                                   |
| 21 settembre 2013 Sanok               | Sanok                 | 0 - 3 | Warta Zawiercie     | 21-25, 20-25, 18-25               |
| -                                     | Września              | 3 - 0 | Bye                 |                                   |
| 25 settembre 2013 Gorzów Wielkopolski | Gorzów Wielkopolski   | 2 - 3 | Stoczniowiec Gdańsk | 23-25, 25-23, 25-15, 23-25, 12-15 |
| -                                     | Caro Rzeczyca         | 3 - 0 | Bye                 |                                   |
| 25 settembre 2013 Jastrzębie-Zdrój    | Jastrzębski Węgiel II | 0 - 3 | SMS Spała II        | 20-25, 18-25, 16-25               |
| -                                     | Gwardia Wrocław       | 3 - 0 | Bye                 |                                   |
| 25 settembre 2013 Spała               | SMS Spała             | 1 - 3 | Czarni Rząśnia      | 21-25, 24-26, 25-18, 20-25        |

### Secondo turno
| 2 ottobre 2013 Zawiercie | Warta Zawiercie     | 2 - 3 | Chełmiec Wałbrzych | 25-22, 20-25, 25-20, 24-26, 7-15  |
| 2 ottobre 2013 Danzica   | Stoczniowiec Gdańsk | 2 - 3 | Września           | 28-26, 29-27, 17-25, 15-25, 16-18 |
| 2 ottobre 2013 Spała     | SMS Spała II        | 3 - 0 | Caro Rzeczyca      | 25-15, 25-17, 25-9                |
| 2 ottobre 2013 Breslavia | Gwardia Wrocław     | 3 - 0 | Czarni Rząśnia     | 27-25, 25-20, 25-23               |

### Terzo turno
| 23 ottobre 2013 Cracovia  | AZS Cracovia       | 0 - 3 | Cuprum Lubin   | 20-25, 23-25, 17-25               |
| 23 ottobre 2013 Wałbrzych | Chełmiec Wałbrzych | 1 - 3 | AZS PWSZ Nysa  | 25-22, 18-25, 21-25, 20-25        |
| 23 ottobre 2013 Świdnik   | Avia Świdnik       | 1 - 3 | Będzin         | 20-25, 22-25, 25-18, 20-25        |
| 24 ottobre 2013 Września  | Września           | 3 - 0 | Ślepsk Suwałki | 25-20, 25-19, 25-23               |
| -                         | Camper Wyszków     | 3 - 0 | Bye            |                                   |
| 23 ottobre 2013 Spała     | SMS Spała II       | 3 - 0 | Kęczanin Kęty  | 26-24, 25-19, 25-17               |
| 24 ottobre 2013 Breslavia | Gwardia Wrocław    | 2 - 3 | Siedlce        | 25-21, 25-20, 21-25, 17-25, 13-15 |
| 23 ottobre 2013 Tychy     | Tychy              | 1 - 3 | Ostrołęka      | 22-25, 26-24, 18-25, 21-25        |

### Quarto turno
| 19 novembre 2013 Nysa     | AZS PWSZ Nysa | 2 - 3 | Cuprum Lubin   | 25-16, 22-25, 25-14, 22-25, 18-20 |
| 20 novembre 2013 Września | Września      | 0 - 3 | Będzin         | 18-25, 21-25, 22-25               |
| 27 novembre 2013 Spała    | SMS Spała II  | 2 - 3 | Camper Wyszków | 26-24, 23-25, 20-25, 25-20, 13-15 |
| 27 novembre 2013 Siedlce  | Siedlce       | 3 - 0 | Ostrołęka      | 17-25, 25-16, 22-25, 28-26, 15-13 |

### Quinto turno
| 4 dicembre 2013 Będzin   | Będzin  | 3 - 1 | Cuprum Lubin   | 25-14, 22-25, 25-22, 25-22       |
| 11 dicembre 2013 Siedlce | Siedlce | 3 - 2 | Camper Wyszków | 21-25, 25-19, 26-24, 15-25, 15-7 |

### Sesto turno
| 15 gennaio 2014 Będzin        | Będzin           | 2 - 3 | AZS Częstochowa          | 25-16, 22-25, 22-25, 25-20, 10-15 |
| 15 gennaio 2014 Bielsko-Biała | Bielsko-Bialskie | 0 - 3 | Łuczniczka Bydgoszcz     | 16-25, 21-25, 19-25               |
| 15 gennaio 2014 Danzica       | Trefl Gdańsk     | 2 - 3 | Effector Kielce          | 23-25, 20-25, 29-27, 25-20, 12-15 |
| 15 gennaio 2014 Siedlce       | Siedlce          | 3 - 1 | AZS Politecnica Varsavia | 25-20, 25-21, 20-25, 25-14        |

### Settimo turno
| 22 gennaio 2014 Bydgoszcz | Łuczniczka Bydgoszcz | 1 - 3 | AZS Częstochowa | 25-22, 23-25, 18-25, 21-25 |
| 22 gennaio 2014 Siedlce   | Siedlce              | 1 - 3 | Effector Kielce | 23-25, 25-19, 23-25, 18-25 |

### Final-eight
|  | Quarti di finale   | Quarti di finale   | Quarti di finale   |                    |                    | Semifinali         | Semifinali | Semifinali |  |  | Finale | Finale | Finale |  |
|  |                    |                    |                    |                    |                    |                    |            |            |  |  |        |        |        |  |
|  | Asseco Resovia     | Asseco Resovia     | 3                  |                    |                    |                    |            |            |  |  |        |        |        |  |
|  | Asseco Resovia     | Asseco Resovia     | 3                  |                    |                    |                    |            |            |  |  |        |        |        |  |
|  | AZS Częstochowa    | AZS Częstochowa    | 0                  |                    |                    |                    |            |            |  |  |        |        |        |  |
|  | AZS Częstochowa    | AZS Częstochowa    | 0                  |                    | Asseco Resovia     | Asseco Resovia     | 0          |            |  |  |        |        |        |  |
|  |                    |                    |                    |                    | Asseco Resovia     | Asseco Resovia     | 0          |            |  |  |        |        |        |  |
|  |                    |                    | Jastrzębski Węgiel | Jastrzębski Węgiel | 3                  |                    |            |            |  |  |        |        |        |  |
|  | Czarni Radom       | Czarni Radom       | Jastrzębski Węgiel | Jastrzębski Węgiel | 3                  | 1                  |            |            |  |  |        |        |        |  |
|  | Czarni Radom       | Czarni Radom       |                    |                    |                    |                    |            |            |  |  |        |        |        |  |
|  | Jastrzębski Węgiel | Jastrzębski Węgiel | 3                  |                    |                    |                    |            |            |  |  |        |        |        |  |
|  | Jastrzębski Węgiel | Jastrzębski Węgiel | 3                  |                    | Jastrzębski Węgiel | Jastrzębski Węgiel | 1          |            |  |  |        |        |        |  |
|  |                    |                    |                    |                    |                    |                    |            |            |  |  |        |        |        |  |
|  |                    |                    | ZAKSA              | ZAKSA              | 3                  |                    |            |            |  |  |        |        |        |  |
|  | AZS Olsztyn        | AZS Olsztyn        | ZAKSA              | ZAKSA              | 3                  | 0                  |            |            |  |  |        |        |        |  |
|  | AZS Olsztyn        | AZS Olsztyn        |                    |                    |                    |                    |            |            |  |  |        |        |        |  |
|  | ZAKSA              | ZAKSA              | 3                  |                    |                    |                    |            |            |  |  |        |        |        |  |
|  | ZAKSA              | ZAKSA              | 3                  |                    | ZAKSA              | ZAKSA              | 3          |            |  |  |        |        |        |  |
|  |                    |                    |                    |                    | ZAKSA              | ZAKSA              | 3          |            |  |  |        |        |        |  |
|  |                    |                    | Skra Bełchatów     | Skra Bełchatów     | 2                  |                    |            |            |  |  |        |        |        |  |
|  | Skra Bełchatów     | Skra Bełchatów     | Skra Bełchatów     | Skra Bełchatów     | 2                  | 3                  |            |            |  |  |        |        |        |  |
|  | Skra Bełchatów     | Skra Bełchatów     |                    |                    |                    |                    |            |            |  |  |        |        |        |  |
|  | Effector Kielce    | Effector Kielce    | 0                  |                    |                    |                    |            |            |  |  |        |        |        |  |

#### Quarti di finale
| 13 marzo 2014 Zielona Góra | Asseco Resovia | 3 - 0 | AZS Częstochowa    | 25-14, 25-21, 25-17        |
| 13 marzo 2014 Zielona Góra | Czarni Radom   | 1 - 3 | Jastrzębski Węgiel | 19-25, 17-25, 25-18, 18-25 |
| 13 marzo 2014 Zielona Góra | AZS Olsztyn    | 0 - 3 | ZAKSA              | 12-25, 20-25, 22-25        |
| 13 marzo 2014 Zielona Góra | Skra Bełchatów | 3 - 0 | Effector Kielce    | 25-21, 25-19, 25-14        |

#### Semifinali
| 15 marzo 2014 Zielona Góra | Asseco Resovia | 0 - 3 | Jastrzębski Węgiel | 14-25, 23-25, 20-25              |
| 15 marzo 2014 Zielona Góra | ZAKSA          | 3 - 2 | Skra Bełchatów     | 23-25, 25-21, 26-28, 25-23, 15-8 |

#### Finale
| 16 marzo 2014 Zielona Góra | Jastrzębski Węgiel | 1 - 3 | ZAKSA | 23-25 25-18 18-25 17-25 |

## Premi individuali
| Premio                | Giocatore         | Squadra            |
| --------------------- | ----------------- | ------------------ |
| MVP                   | Paweł Zagumny     | ZAKSA              |
| Miglior attaccante    | Michał Kubiak     | Jastrzębski Węgiel |
| Miglior muro          | Łukasz Wiśniewski | ZAKSA              |
| Miglior servizio      | Dick Kooy         | ZAKSA              |
| Miglior palleggiatore | Michal Masný      | Jastrzębski Węgiel |
| Miglior ricevitore    | Michał Ruciak     | ZAKSA              |
| Migliore difesa       | Damian Wojtaszek  | Jastrzębski Węgiel |